# (300030) 2006 UX101
(300030) 2006 UX101 es un asteroide perteneciente al cinturón de asteroides, descubierto el 18 de octubre de 2006 por el equipo del Spacewatch desde el Observatorio Nacional de Kitt Peak, Arizona, Estados Unidos.

## Designación y nombre
Designado provisionalmente como 2006 UX101.

## Características orbitales
2006 UX101 está situado a una distancia media del Sol de 3,020 ua, pudiendo alejarse hasta 3,179 ua y acercarse hasta 2,862 ua. Su excentricidad es 0,052 y la inclinación orbital 10,27 grados. Emplea 1917,61 días en completar una órbita alrededor del Sol.

## Características físicas
La magnitud absoluta de 2006 UX101 es 16,2.